# Upplands runinskrifter 1147
Upplands runinskrifter 1147 är ett försvunnet vikingatida runstensfragment som funnits i Västlands kyrka, Västlands socken och Tierps kommun. Endast ornamentik var bevarad på 1600-talet. Stenen har varit försvunnen länge och har, såvitt känt, endast undersökts av Johannes Haquini Rhezelius. Ornamentiken på U 1147 visar likheter med U 1146.